# Turn A Gundam
Turn A Gundam (jap. ∀（ターンエー）ガンダム Tān Ē Gandamu; stylizowane na ∀ Gundam) – serial anime, stworzony przez studio Sunrise, ósmy z sagi Gundam. Kreskówka pierwszy raz była emitowana na kanale Fuji TV od 9 kwietnia 1999 do 14 kwietnia 2000, liczyła 50 odcinków.
Serial został stworzony z okazji 20-lecia pierwszej emisji oryginalnej serii. Jest to ostatnia seria Gundam stworzona w XX wieku, ostatnia wyreżyserowana przez Yoshiyukiego Tomino, jak i ostatnia wykonana tradycyjną techniką animacji na arkuszach celuloidowych.

## Fabuła
Akcja Turn A ma miejsce w roku 2345 kalendarza CC (Correct Century, 正歴 Seireki). Czasoprzestrzeń serialu stanowi, jak potem się okazuje, odległą przyszłość dla poprzednio używanych rachub czasu (UC, FC, AC i AW). W wyniku mających miejsce wcześniej kataklizmów, populacja Ziemi drastycznie zmniejszyła się, zaś technologię spotkał regres- ludzie zmuszeni zostali do powrócenia do maszyn parowych, przez co sytuacja wygląda podobnie do tej z przełomu XIX i XX wieku. Natomiast na Księżycu ludzie, którzy przenieśli się tam z Ziemi po ogromnej wojnie, utworzyli zaawansowaną technologicznie "rasę" zwaną Rasą Księżycową, niezależną od Ziemi. Ich cel to powrót z kolonii księżycowych na ojczystą planetę i przywrócenie jej dawnej, zaawansowanej świetności.
Serial koncentruje się na 15-letnim chłopaku z Księżyca, Loranie Cehacku, który rok przed akcją został wysłany na Ziemię wraz z dwoma przyjaciółmi. Mieli oni na celu rekonesans i zawiadomienie Księżyca o stanie Ziemi. Grupka szybko zadomowiła się w nowych realiach, Loran został szoferem rodziny Heim, z którą zżył się mocno. Wysyłając wiadomość o stanie Ziemi na Księżyc, Loran myślał, że jego lud powróci tam w sposób pokojowy. Niestety, Rasa Księżycowa postanowiła zrealizować swój cel drogą wojenną przy pomocy najnowocześniejszej broni- ogromnych robotów zwanych Mobilami. W noc pierwszego ataku Loran i jego przyjaciółka Sochie Heim biorą udział w uroczystości osiągnięcia pełnoletniości, która odbywa się przy tajemniczym posągu zwanym Białą Kukłą. Podczas ataku Księżyca na pobliskie miasto figura rozpada się, a z niej wychodzi ogromny, biały robot. Loran przejmuje nad nim stery i postanawia walczyć ze swymi pobratymcami. Dodatkowo do wojowania zmusza go śmierć jego pracodawcy- pana Heima. Wraz ze wzrostem liczby sił lecących z Księżyca, siła Ziemi słabnie. Ostatnimi nadziejami na przetrwanie ludzkości pozostaną Loran, robot (tytułowy Turn A Gundam), pacyfistycznie nastawiona królowa Księżyca Dianna Soreil oraz siostra Sochie, Kihel, która jest sobowtórem Dianny.

## Obsada głosowa
- Loran Cehack: Romi Paku
- Dianna Soreil, Kihel Heim: Rieko Takahashi
- Sochie Heim: Akino Murata
- Harry Ord: Tetsu Inada
- Guin Sard Lineford: Tsuyoshi Aobane
- Keith Laijie: Jun Fukuyama
- Gym Ghingham: Takehito Koyasu
- Merrybell Gadget: Rio Natsuki
- Gavane Goonny: Hōchū Ōtsuka